# Centro Histórico de Évora
O Centro Histórico de Évora é um espaço urbano intra-muros, classificado como Património Mundial da UNESCO desde 1986, localizado na cidade de Évora.
A cidade-museu de Évora tem raízes que remontam ao tempo do Império Romano. A cidade ainda conserva, em grande parte no seu núcleo central, vestígios de diversas civilizações e culturas: Celtas, Romanos, Árabes, Judeus e Cristãos influenciaram a cultura eborense. Atingiu a sua época dourada no século XV, quando se tornou residência dos reis de Portugal. A qualidade arquitectónica e artística do casario branco ou decorado com azulejos e varandas de ferro forjado, datadas dos séculos XVI a XVIII, é única. Os monumentos da cidade tiveram também profunda influência na arquitectura portuguesa no Brasil.
O Centro Histórico de Évora, formado por ruas estreitas e travessas, pátios e largos, tem uma área de 107 hectares e é claramente demarcado pelas muralhas medievais, com extensão de mais de 3 km.
No lado sul da antiga Cerca encontra-se a Praça do Giraldo, da qual divergem as vias principais em estrutura radial.

## Monumentos essenciais da cidade
- Sé Catedral de Évora
- Igreja da Misericórdia de Évora
- Igreja de Santo Antão
- Igreja de São Francisco
- Capela dos Ossos
- Convento dos Lóios
- Convento dos Remédios
- Convento da Cartuxa
- Colégio do Espírito Santo (Universidade de Évora)
- Museu de Évora
- Palácio de Dom Manuel
- Teatro Garcia de Resende
- Templo romano de Évora